# Acrocercops thrylodes
Acrocercops thrylodes är en fjärilsart som beskrevs av Edward Meyrick 1930. Acrocercops thrylodes ingår i släktet Acrocercops och familjen styltmalar. Inga underarter finns listade i Catalogue of Life.